# August Borsig

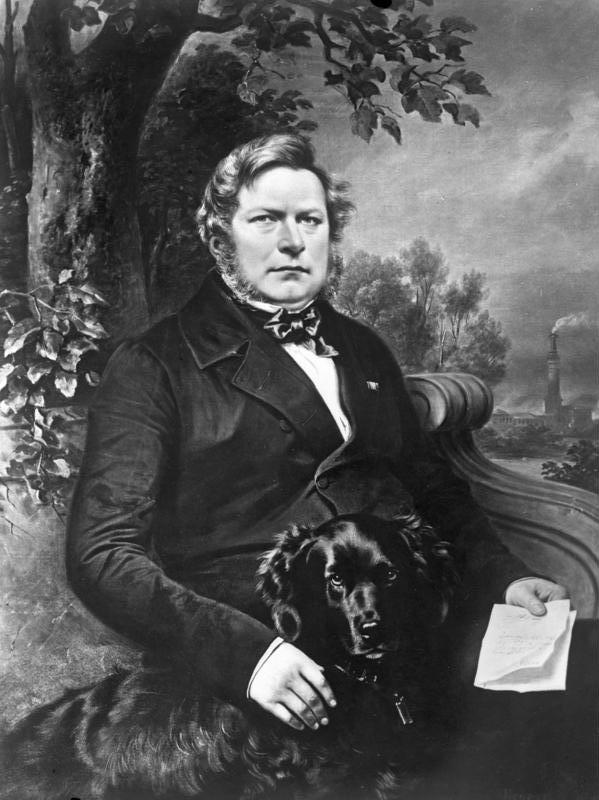
August Borsig, Gemälde von Franz Krüger (1855)

Johann Friedrich August Borsig (* 23. Juni 1804 in Breslau; † 6. Juli 1854 in Berlin) war ein deutscher Unternehmer. Er gründete 1837 die Borsigwerke in Berlin.

## Jugend
August Borsig war der Sohn des Kürassiers (Regiment von Dolffs) und Zimmererpoliers Johann George Borsig.

## Lehrzeit
Borsig absolvierte eine Lehre als Zimmermann und lernte währenddessen an der königlichen Kunst-, Bau- und Handwerksschule in Breslau. Danach besuchte er das Königliche Gewerbeinstitut in Berlin unter Leitung von Peter Christian Wilhelm Beuth. Die Ausbildung dort brach er nach anderthalb Jahren ab. Im September 1825 bewarb er sich für eine Maschinenbau-Ausbildung bei der Neuen Berliner Eisengießerei von Franz Anton Egells. Borsigs Zeugnisse bescheinigten ihm, er habe in Chemie versagt und sei als Techniker kaum zu gebrauchen; darüber hinaus war er auch beim Militär als dienstuntauglich ausgemustert worden. Dennoch stellte Egells ihn ein. Einer seiner ersten Aufträge war der Zusammenbau einer Dampfmaschine in Waldenburg in Niederschlesien. Borsig führte den Auftrag erfolgreich aus und erwarb sich damit die Anstellung (Dienstvertrag am 1. Juli 1827) als Faktor (Betriebsleiter) für acht Jahre zu für damalige Verhältnisse äußerst günstigen Bedingungen mit einem jährlichen Gehalt von 300 Talern. 1828 heiratete er Louise Pahl, die im Folgejahr den einzigen Sohn und späteren Unternehmenserben Albert zur Welt brachte.

## Unternehmensgründung

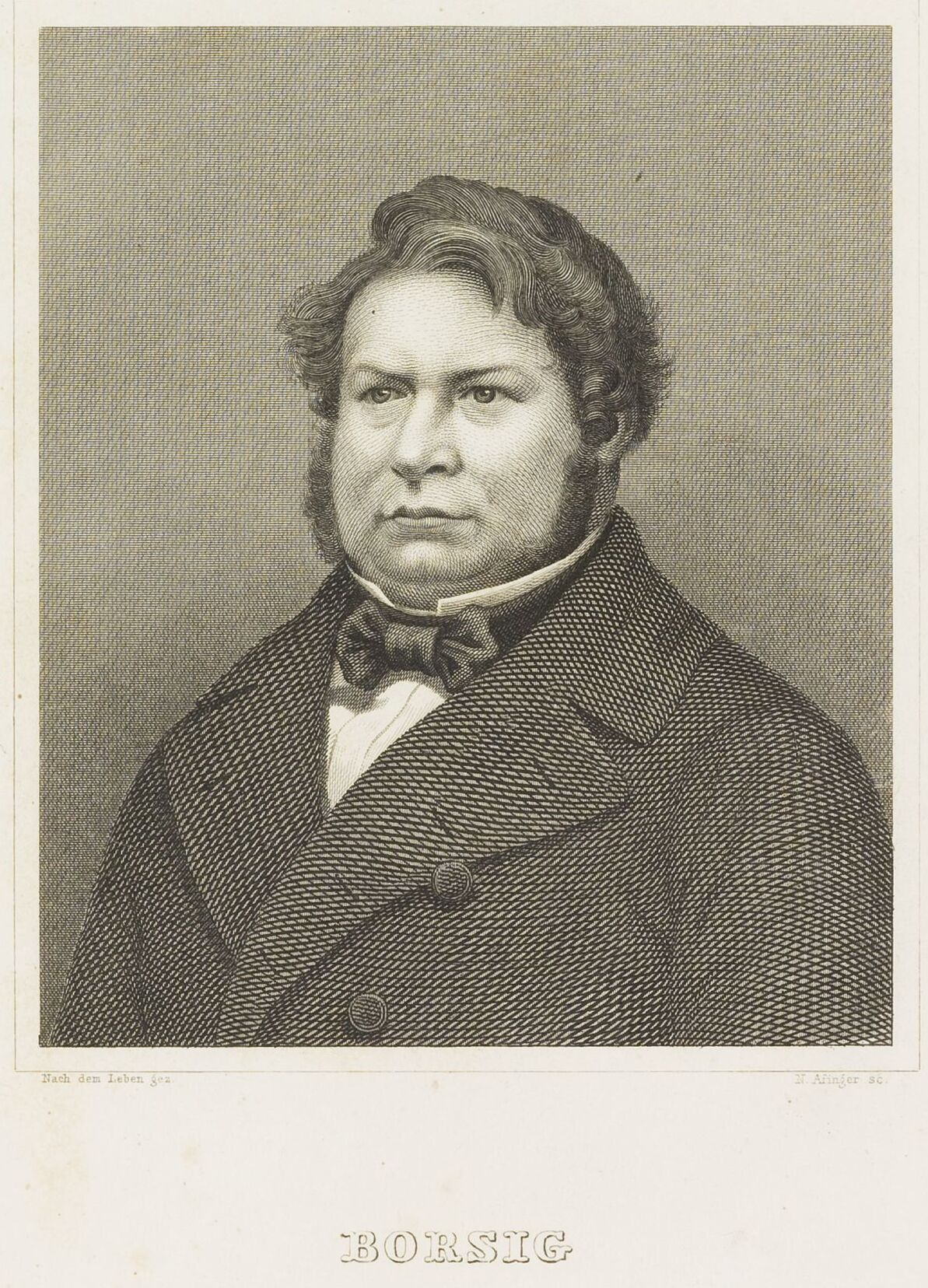
August Borsig

1836 legte Borsig seine Ersparnisse in ein Grundstück an der Chausseestraße vor dem Oranienburger Tor an und gründete auf dem seiner alten Firma benachbarten Gelände eine eigene Maschinenbauanstalt (Genehmigung durch das Königliche Polizeipräsidium für den Bau eines Hüttengebäudes auf dem erworbenen Grund am Oranienburger Tor vom 7. Oktober 1836). Das Gründungsdatum wird auf den 22. Juli 1837 festgelegt – dem Tag, an dem der erste Guss (gusseiserne Schienenstühle) für den Bau der Eisenbahn Berlin–Potsdam in der Gießerei gelang.
In der Anfangszeit baute Borsig Dampfmaschinen für den eigenen Bedarf und Maschinen für andere Unternehmen, daneben Kunst- und Baugussteile, doch schon bald begann sich der Schwerpunkt auf den Lokomotivbau zu verlagern. Die erste Lok absolvierte am 24. Juli 1841 ihre Jungfernfahrt und wurde am 24. August 1841 von der Berlin-Anhaltischen Eisenbahn-Gesellschaft übernommen. Nach einem misslungenen Versuch 1816–1817 mit den beiden Dampfwagen der Königlichen Eisengießerei Berlin und der Dampflokomotive von Ludwig Kufahl (1840 ausgeliefert) war dies erst die vierte in Deutschland gebaute und die zweite hier konstruierte Lokomotive. Am Bau beteiligt war auch Friedrich Wöhlert (1797–1877), Borsigs Werkmeister und Freund aus der Zeit bei Egells.
1842 wurden acht und 1843 zehn bestellte Dampflokomotiven nach amerikanischen Vorbildern für die preußischen Bahnen fertiggestellt, und 1844 stellte Borsig auf der Berliner Industrieausstellung schon seine 24. Lokomotive, die Beuth aus. Am 15. August 1843 zog zur Eröffnung der neuen Eisenbahnstrecke Berlin–Stettin ein Borsig-Fabrikat den preußischen König Friedrich Wilhelm IV. und dessen Gefolge.
Borsigs Unternehmen vergrößerte sich schnell, da überall in Deutschland neue Schienenwege verlegt wurden. 1847 wurde mit dem Bau des Eisenwerks Moabit begonnen, welches 1849 in Betrieb ging. 1850 wurde die Maschinenbauanstalt und Eisengießerei in der Moabiter Kirchstraße hinzugekauft. Die drei Berliner Betriebe beschäftigten bereits 1800 Mann, was zur damaligen Zeit ein Großunternehmen war.
Borsig hatte sich Ende der 1840er Jahre schon einen Namen gemacht, so dass auch die Wirtschaftskrise von 1848 bis 1852 dem Unternehmen nicht viel anhaben konnte. Schon 1854 wurde die 500. Dampflokomotive von seinem Unternehmen gebaut, anlässlich der Feier hierzu wurde Borsig zum Geheimen Kommerzienrat ernannt. Borsig zementierte seine Monopolstellung und baute 1854 67 der 68 neuen preußischen Lokomotiven.

## Borsig als Mensch
Mit der steigenden Auftragszahl vergrößerte sich der Reichtum Borsigs und so wurde schnell aus dem Breslauer Glücksritter aus eher armen Verhältnissen ein reicher Unternehmer, der dem Prunk nicht abgeneigt, gleichzeitig aber Mäzen für viele Künstler war. August Borsig galt als strenger, aber gerechter Vorgesetzter, der einen unbändigen Tatendrang besaß. Für seine Arbeiter richtete er eine Krankenkasse, eine Sterbekasse und eine Sparkasse ein. Es gab einen Unterrichtsraum, einen Speiseraum und ein Bad mit Schwimmbecken.
Schon einige Jahre früher wurde seine Villa in Berlin-Moabit fertiggestellt, die sogenannte Villa Borsig. Mit diesem Prachtbau erfüllte sich Borsig einen Traum. Allerdings konnte er seinen Reichtum nicht lange genießen. Auf dem Höhepunkt seiner Macht starb er am 6. Juli 1854 an einem Schlaganfall und wurde auf dem Dorotheenstädtischen Friedhof begraben.

## Galerie

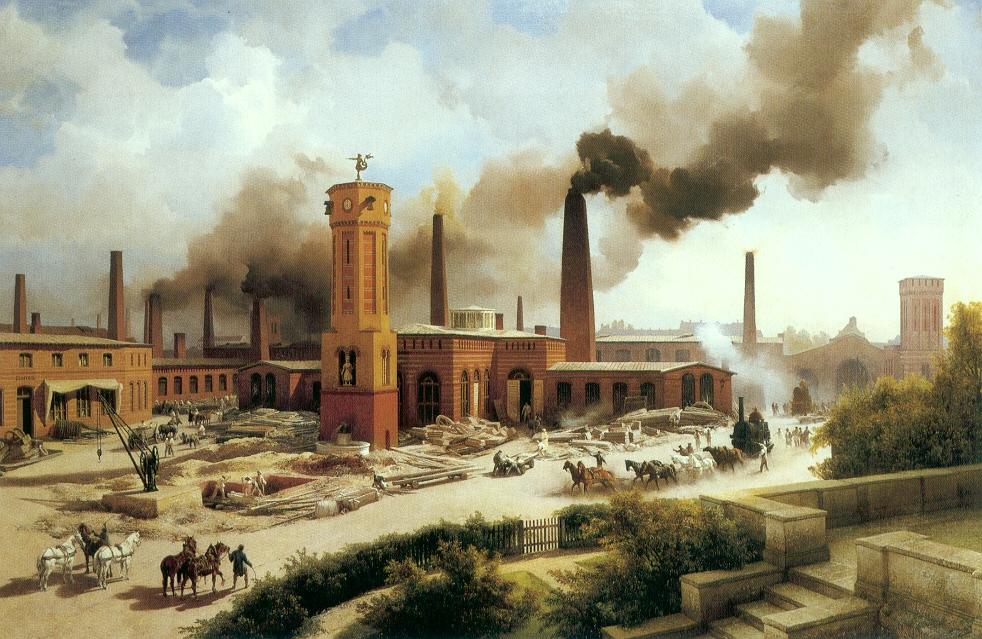
Die Borsigsche Maschinenbau-Anstalt 1847
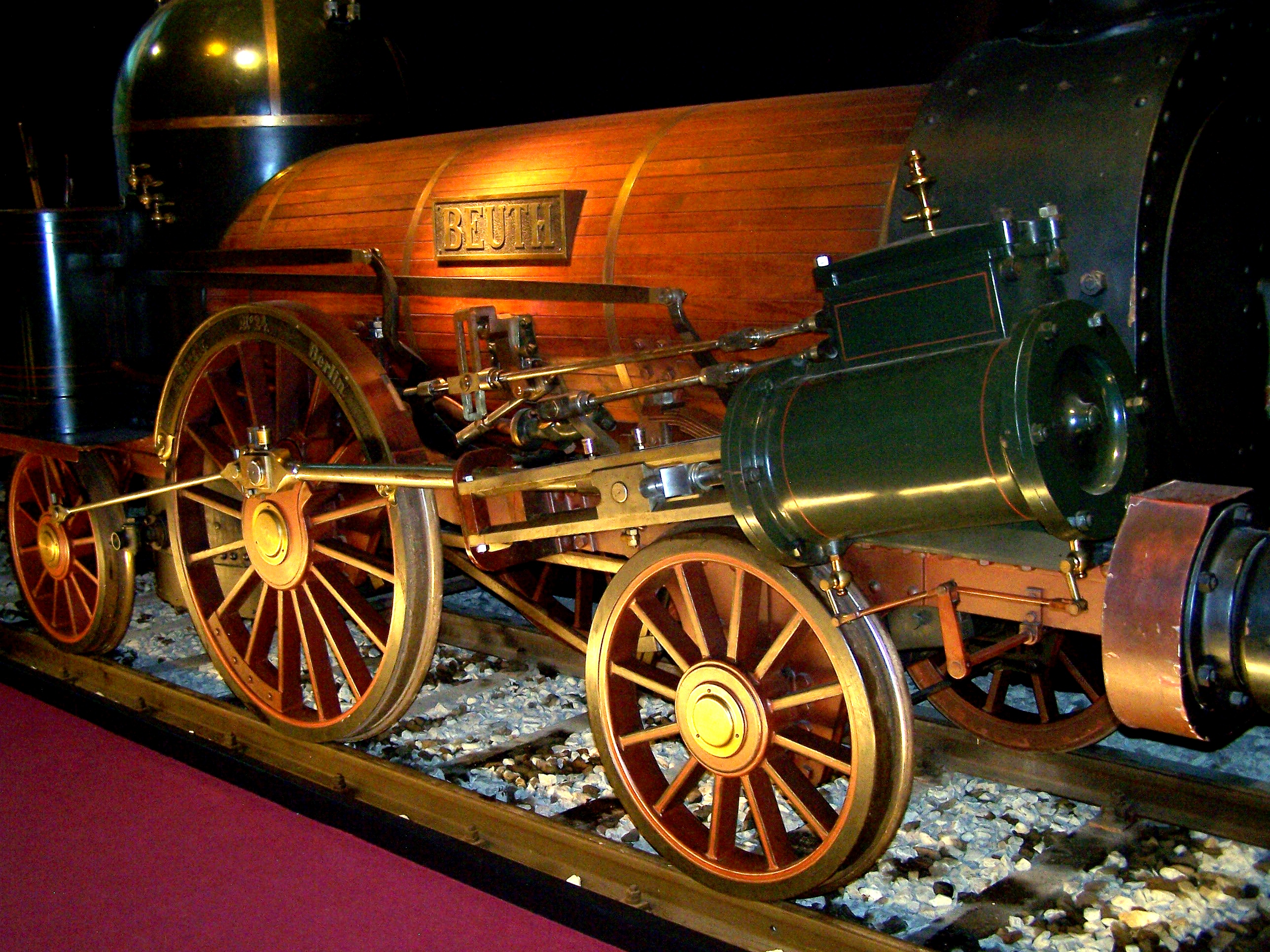
Nahansicht der Beuth, der ersten eigenständig in Deutschland entwickelten Lokomotive
- Dampflokomotive hergestellt von Borsig Berlin 1930. Ljubljana Bahnhof Slowenien
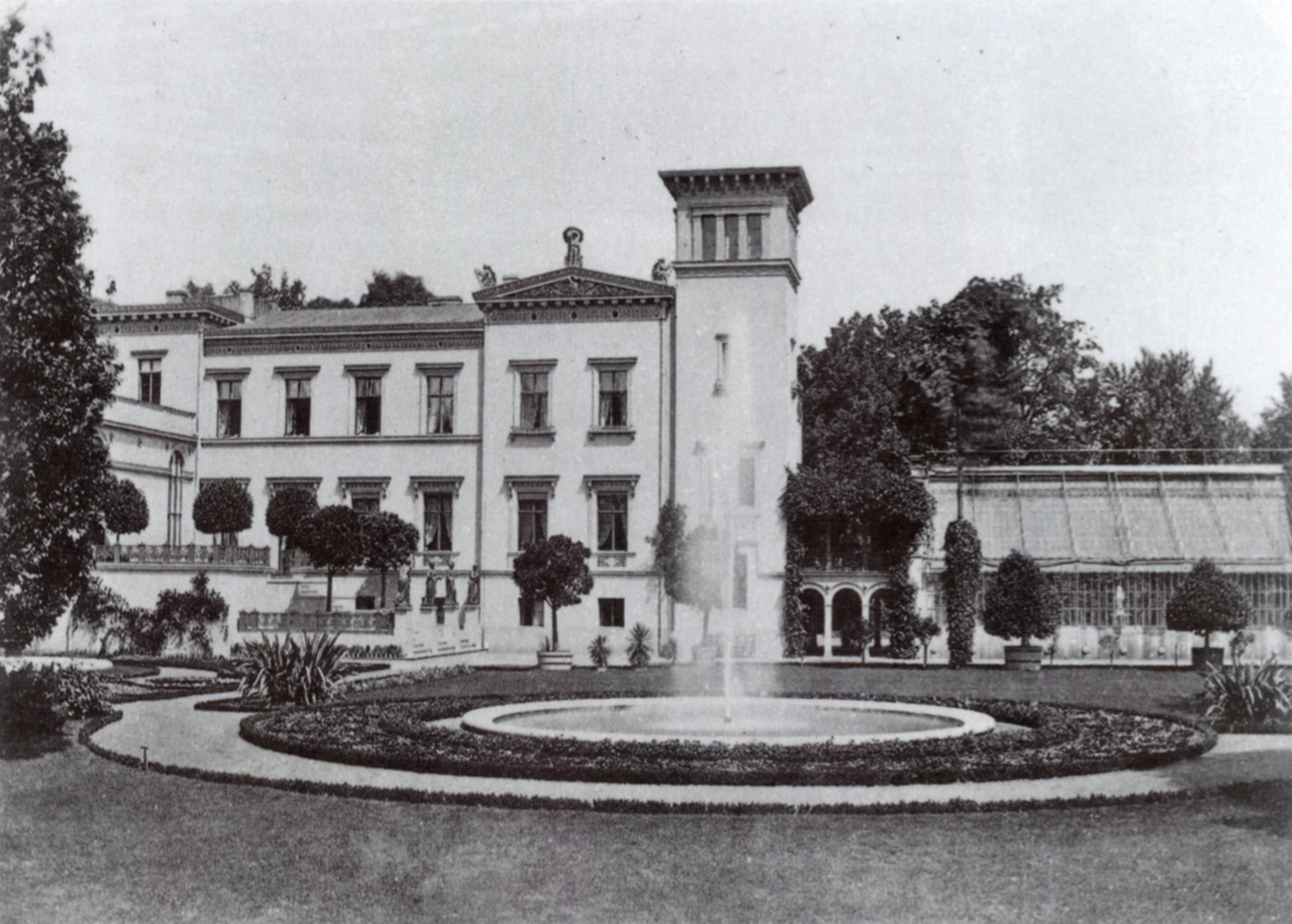
Villa Borsig in Berlin-Moabit, vor 1867
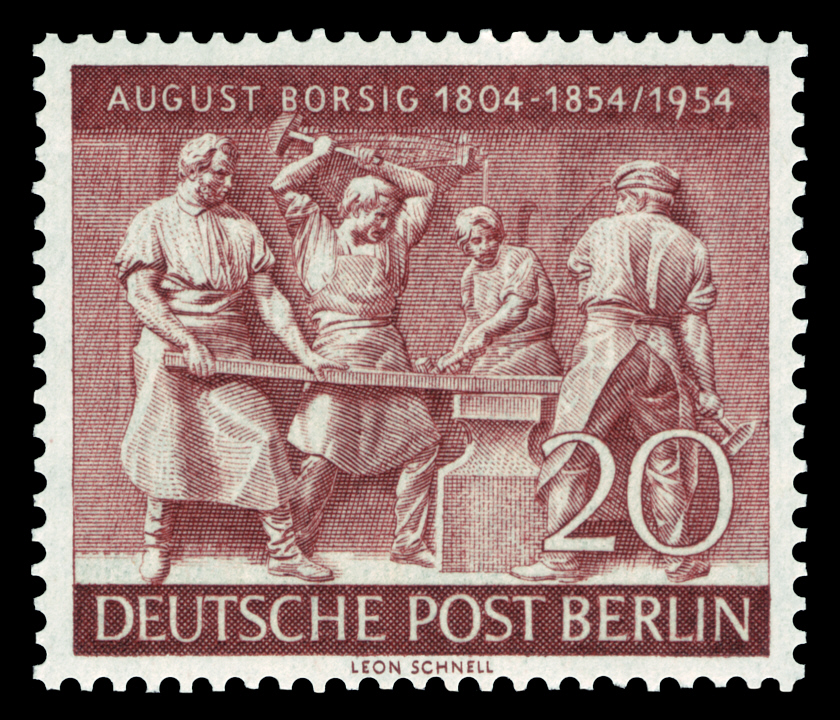
Briefmarke 1954, zum 100. Todestag Borsigs
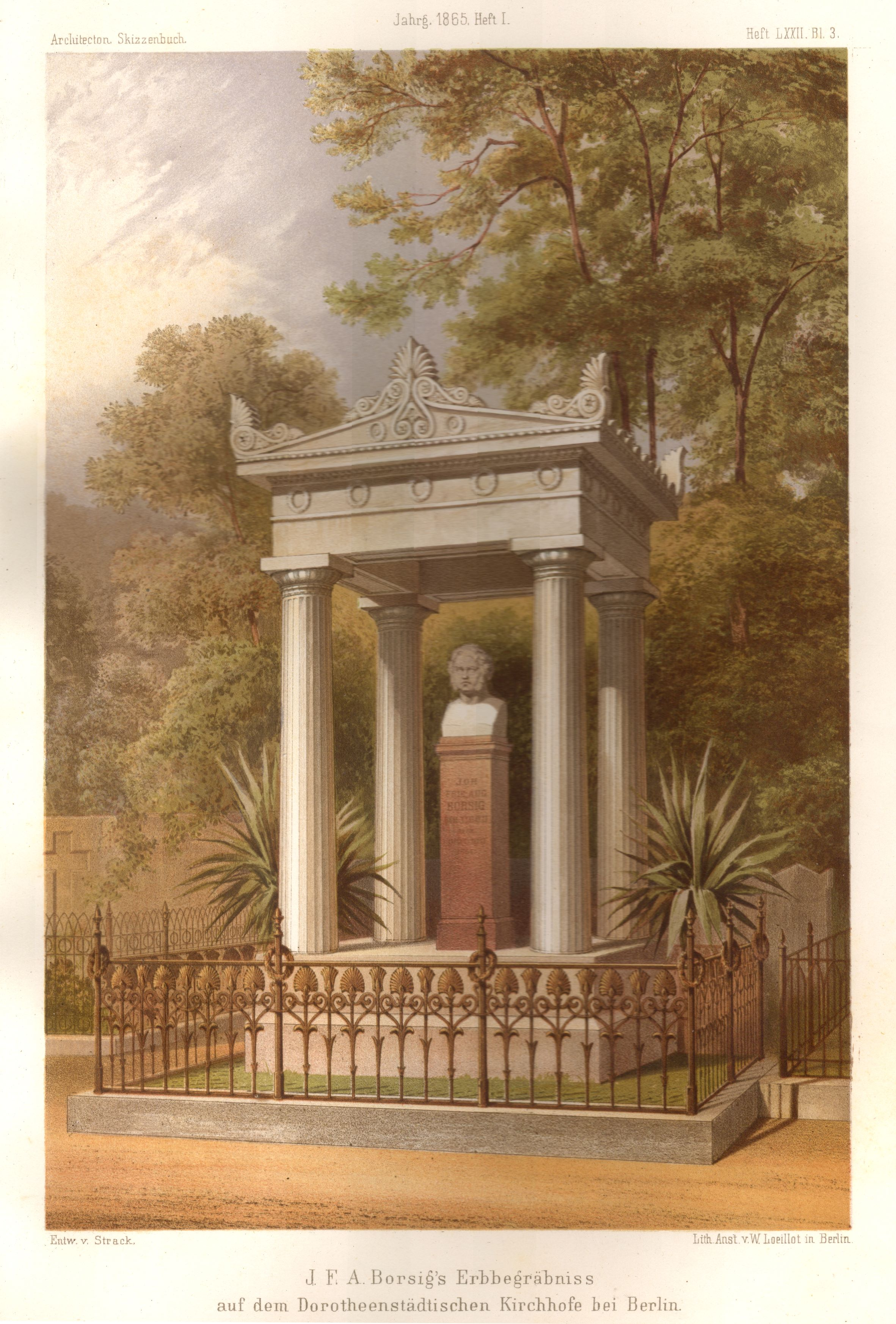
Erbbegräbnis Borsig auf dem Dorotheenstädtischen Friedhof, nach einem Entwurf von Heinrich Strack
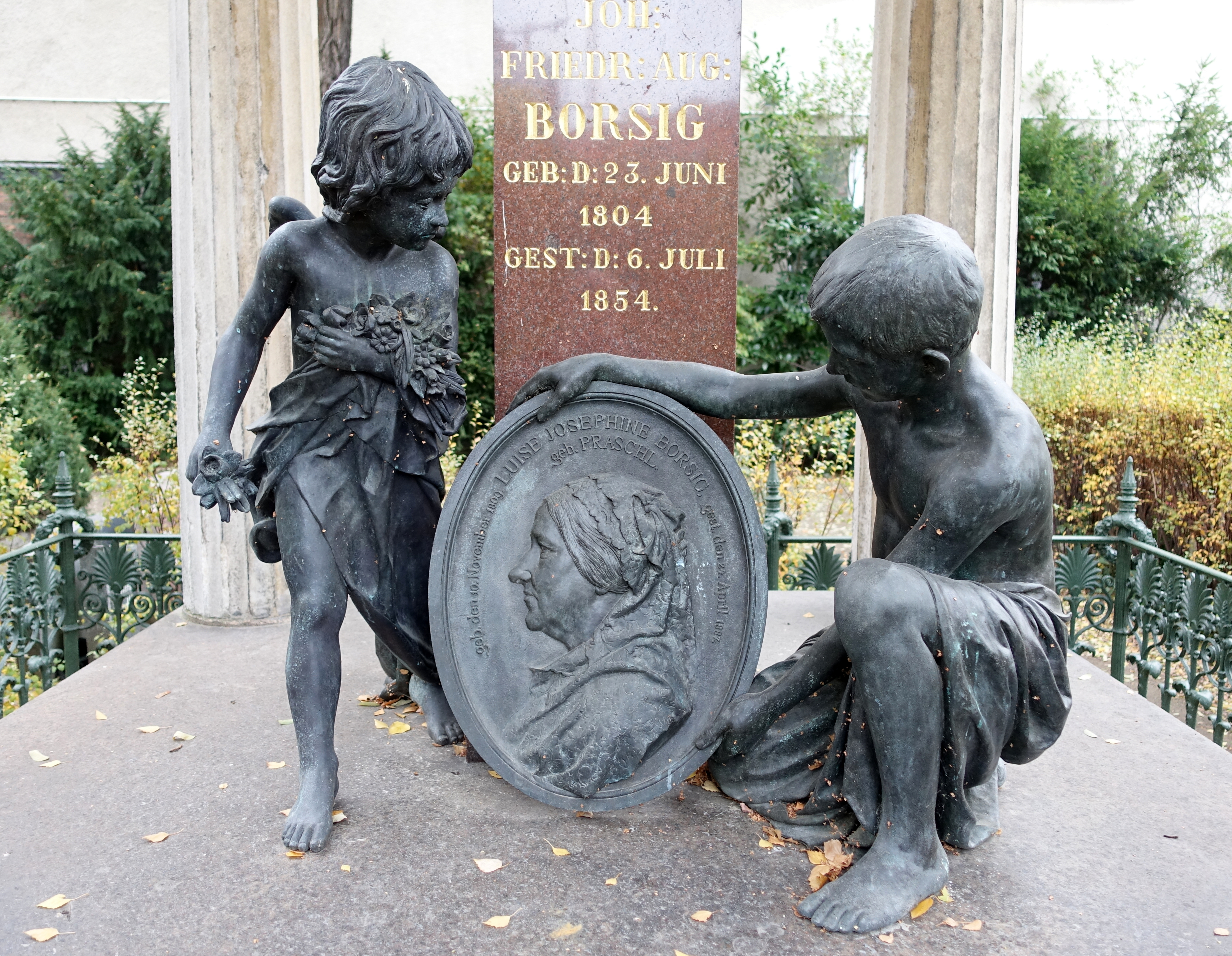
Spätere Ausgestaltung mit einer Bronzegruppe am Fuß der Grabstele: zwei Knaben als Bildträger eines Medaillons für Borsigs Ehefrau Luise, gest. 1887 (Zustand um 2014)
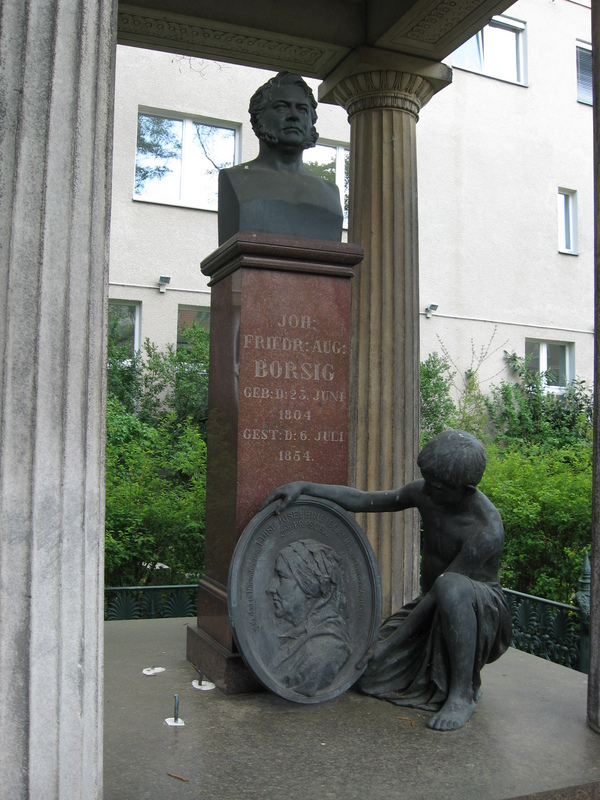
Zustand um 2008

## Ehrungen
- Am 25. März 1854 wurde August Borsig der Ehrentitel Geheimer Kommerzienrat verliehen.[10]
- Die Borsigstraße in Berlin-Mitte wurde 1859 nach ihm benannt und liegt am ehemaligen Firmengelände des Stammwerks,[11] das um die Jahrhundertwende abgetragen und mit Mietskasernen überbaut wurde.
- Der Borsigdamm (seit 1956) in Berlin-Reinickendorf führt an einem ausgelagerten Werksgelände mit Werkshafen vorbei.[12]
- Eine weitere Borsigstraße bezog sich ebenfalls etwa von 1900 bis 1921 auf Werksgelände in Tegel/Reinickendorf.[13]
- Der Borsigplatz in Dortmund wurde nach seinem Sohn August Julius Albert Borsig benannt.
- In Frankfurt am Main, Stadtteile Seckbach und Enkheim, ist die Borsigallee nach August Borsig benannt.